# Roman (azienda)
S.C. Roman S.A. (ROMAN) è una società romena costruttrice di veicoli commerciali di Brașov in Romania. La società fu istituita dopo la seconda guerra mondiale dalla ROMLOC risalente al 1921. Nel periodo comunista della Romania, la fabbrica venne identificata con Steagul Roșu (Bandiera rossa). Al 2000 sono stati prodotti ca. 750.000 veicoli.

## Storia

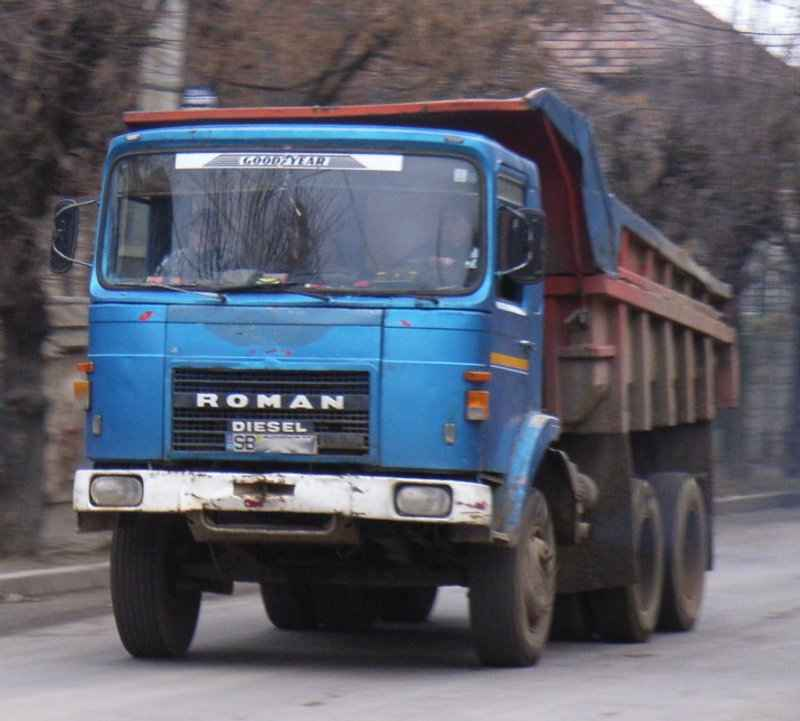
Autocarro ROMAN

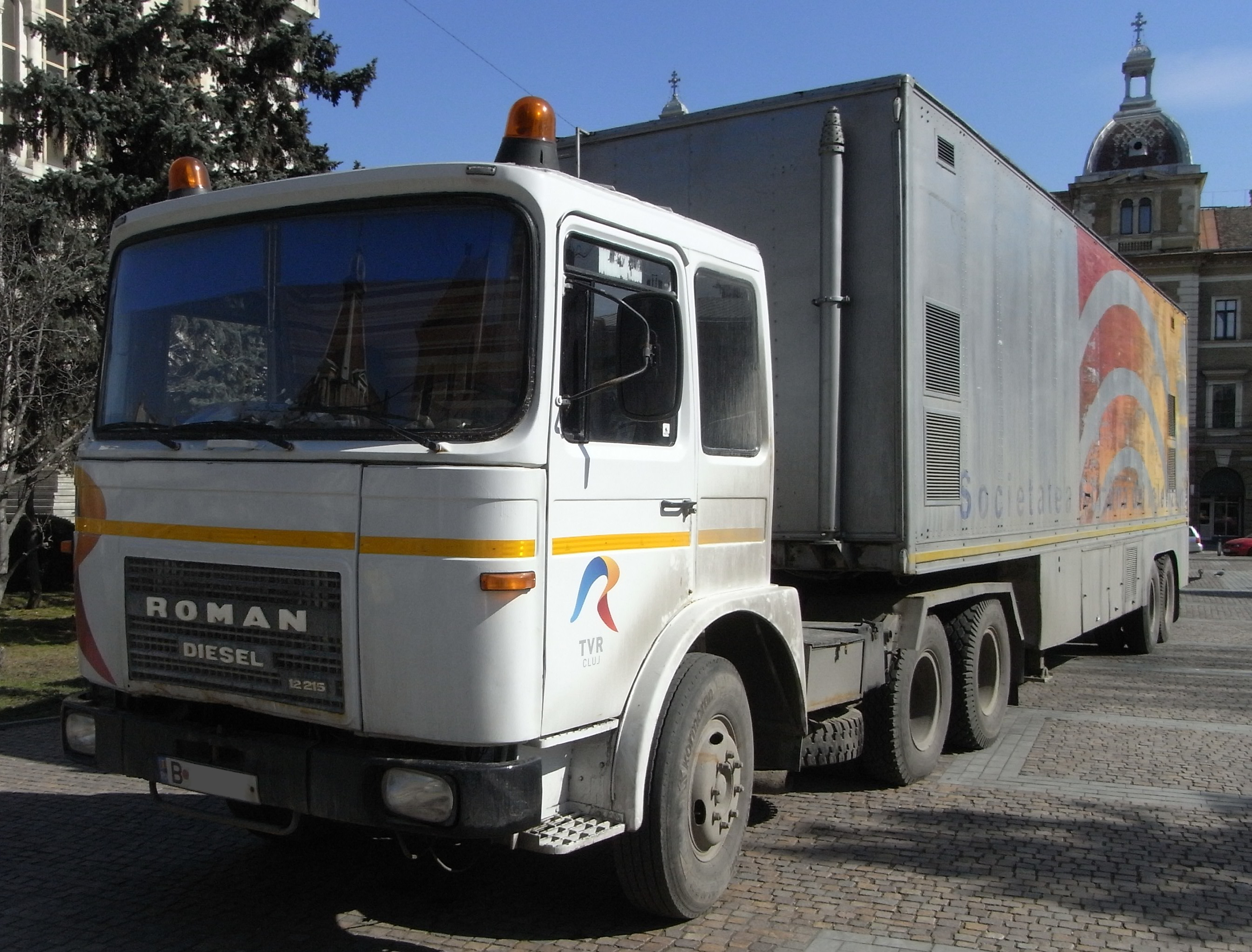
Trattore stradale ROMAN con rimorchio

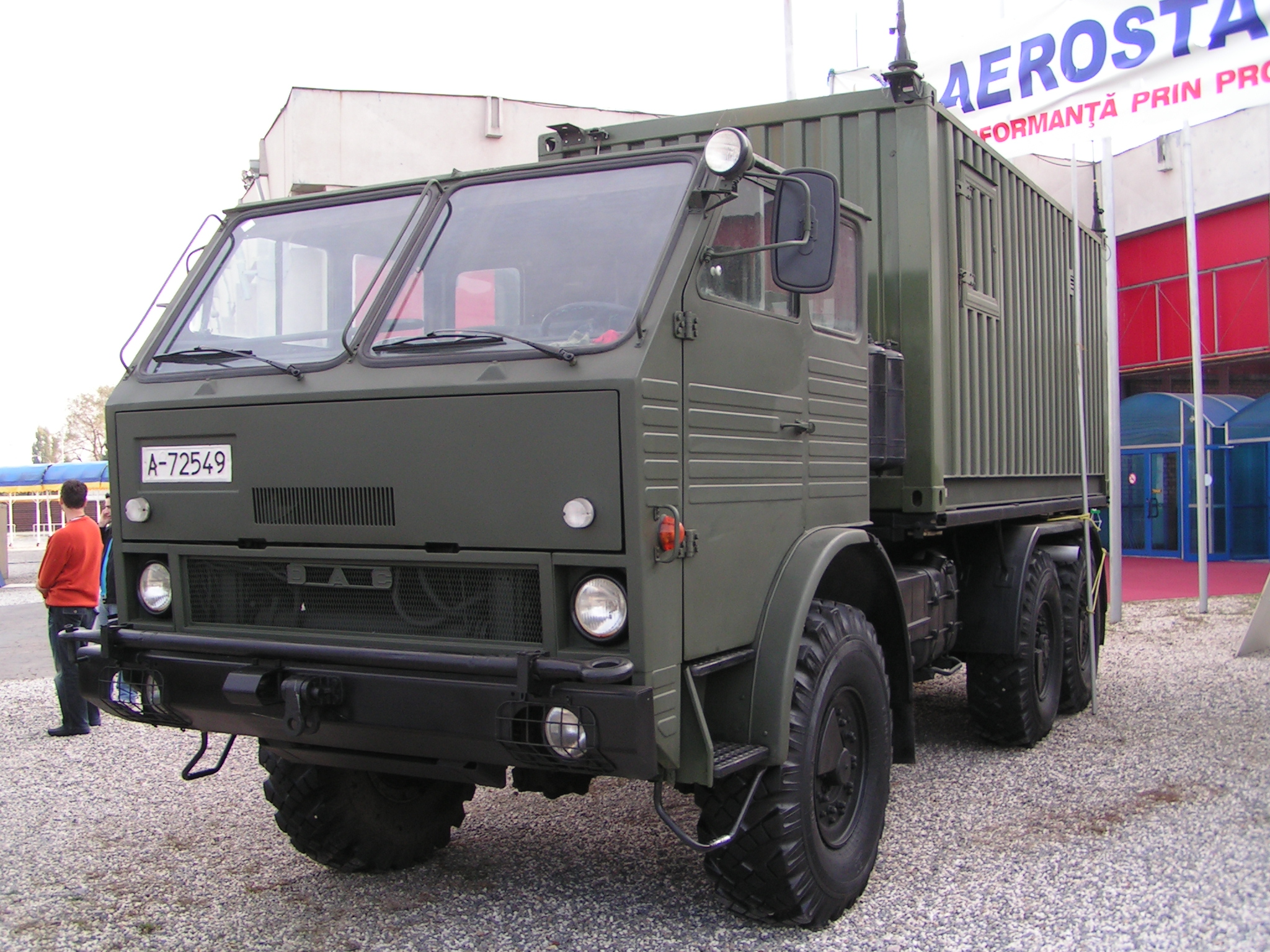
Veicolo militare DAC

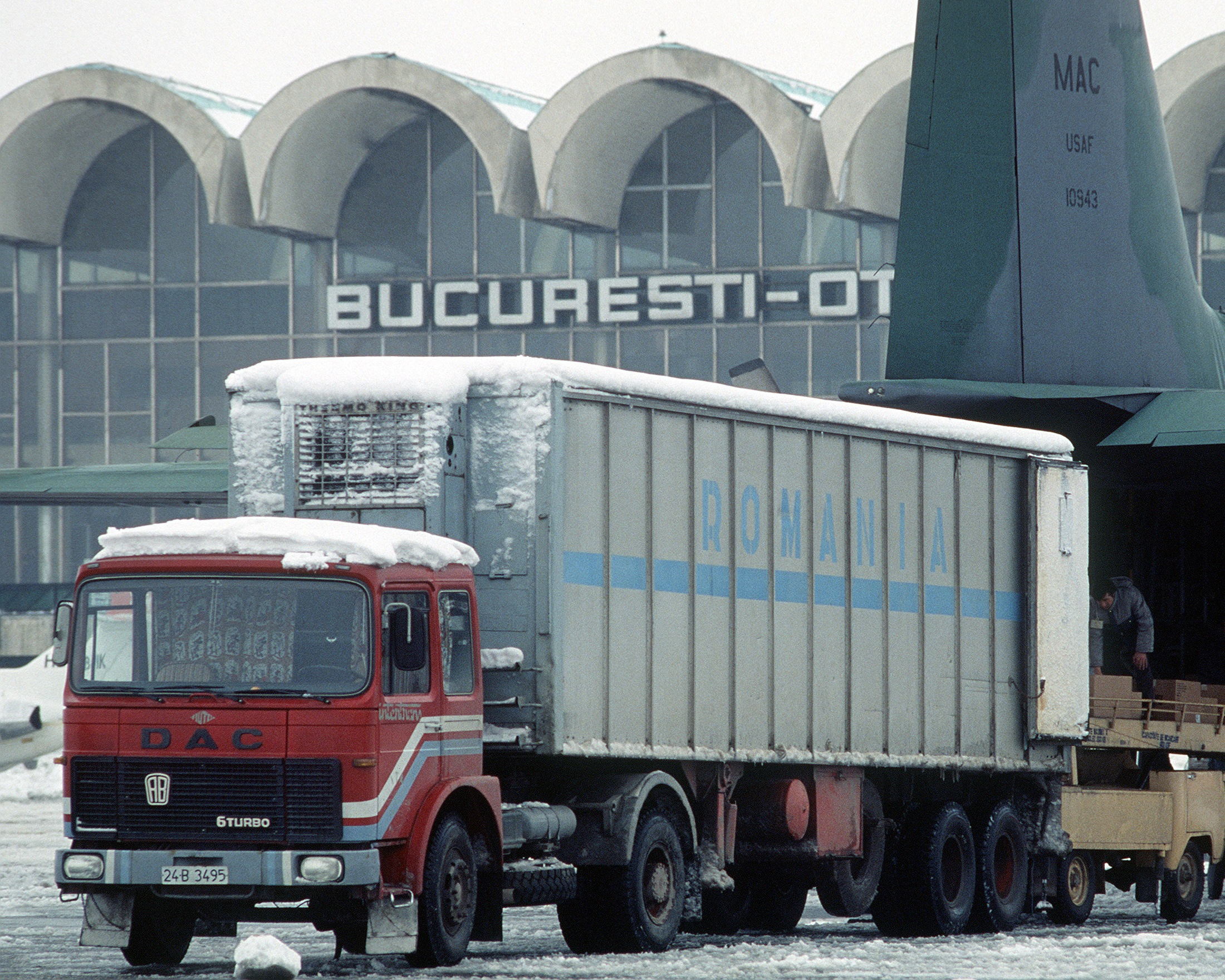
Trattore stradale a marchio DAC

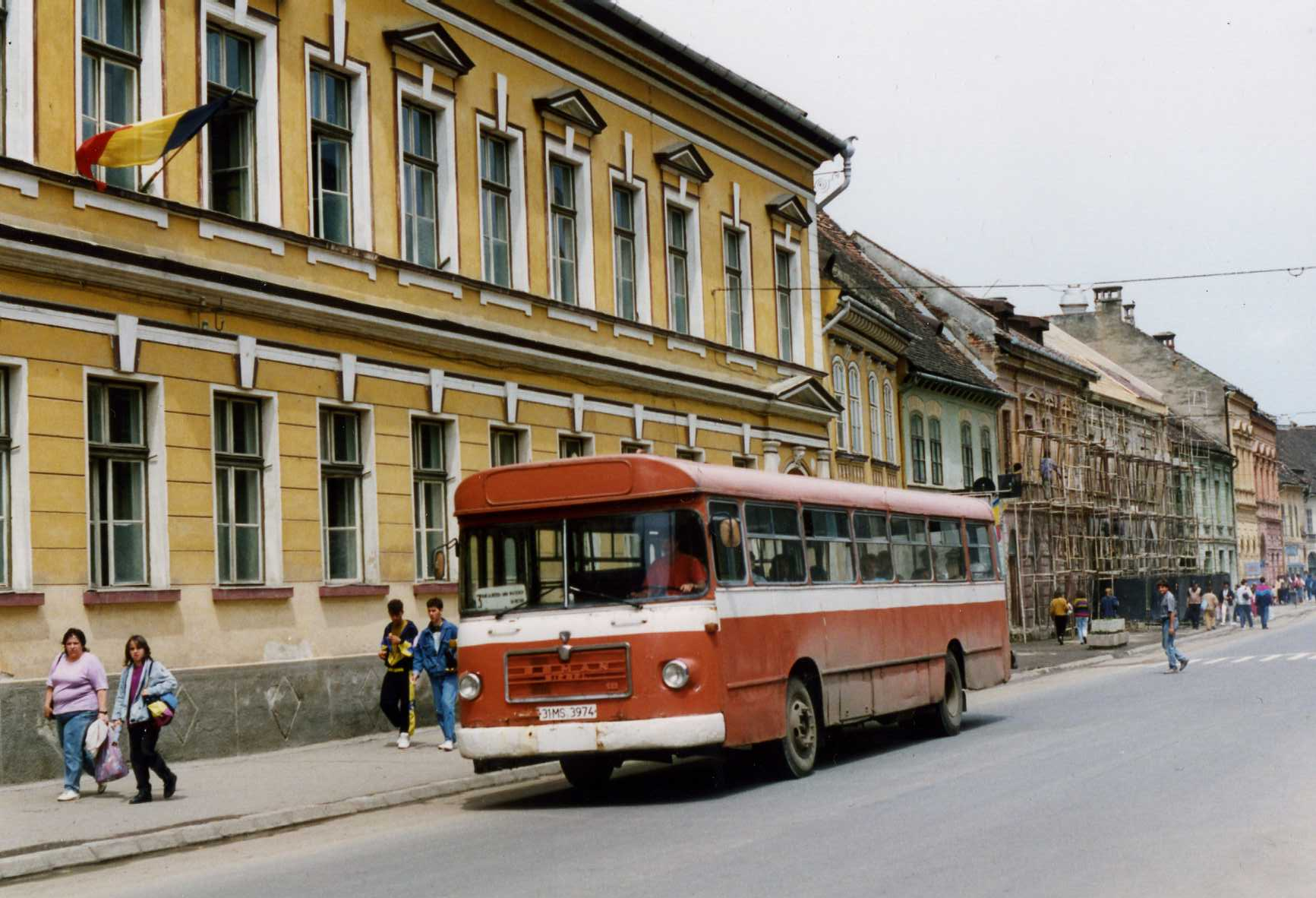
Autobus ROMAN 112-UD, su licenza MAN-Metrobusses (foto del 1994)

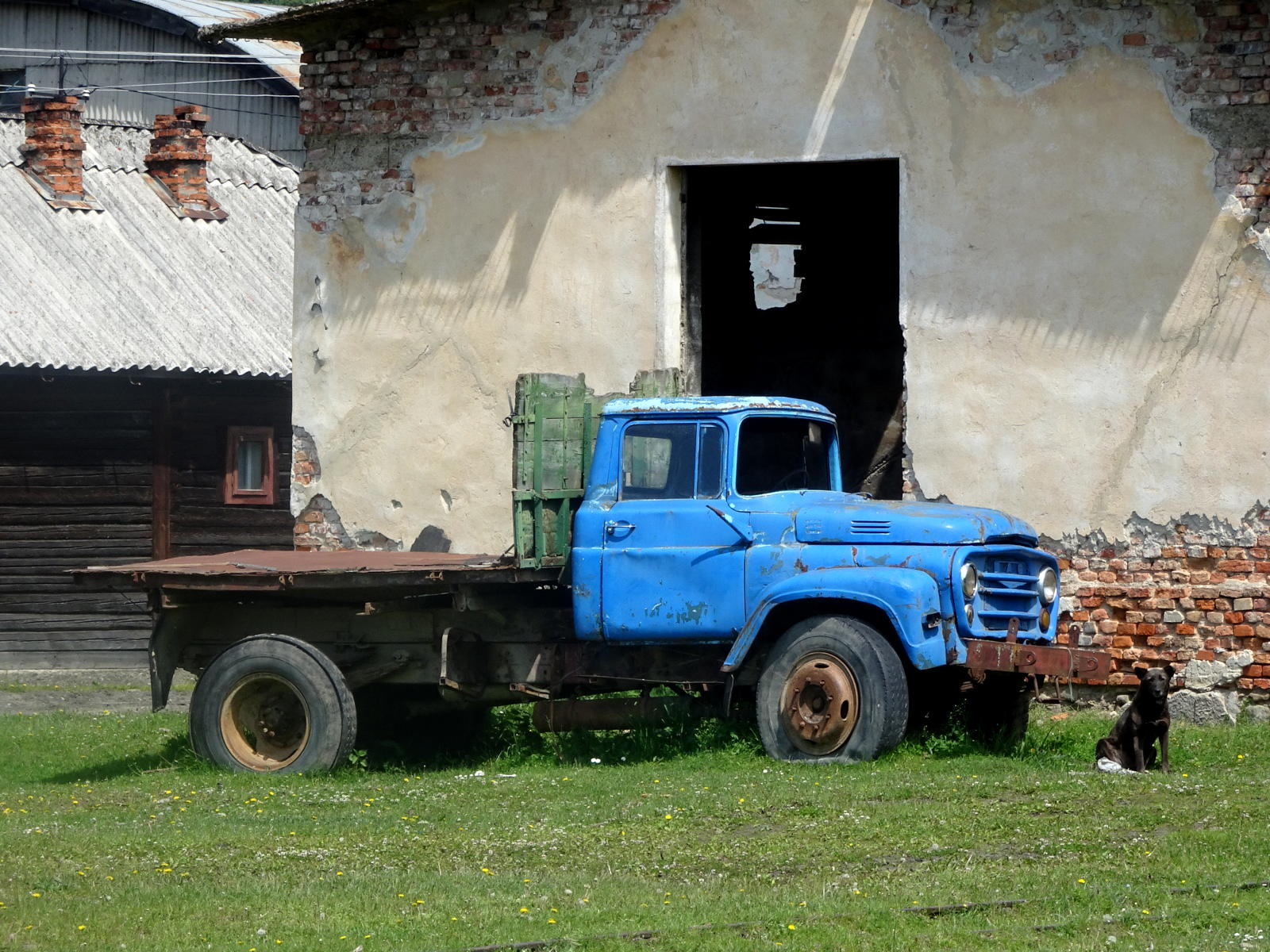
SR-113 su licenza MAN (foto del 2017)

La storia della fabbrica inizia nel 1921 con la ROMLOC – FABRICA DE LOCOMOTIVE ȘI VAGOANE. La fabbrica produceva locomotive e vagoni ferroviari. Fino al 1936 ebbe diverse fusioni societarie fino ad arrivare alla denominazione di ASTRA come la società di Arad. Dal 1938 accanto ai prodotti ferroviari vennero fabbricate anche armi e munizioni. In particolare durante la seconda guerra mondiale vennero prodotti munizioni di grosso calibro. Nel 1944 venne bombardata.
Il 21 agosto 1948 venne fondata la ROMLOC-Lokomotivfabrik Steagul-Roșu. Nel 1954 venne prodotto il primo autocarro SR-101 di tre tonnellate. Il veicolo SR-101 era la copia del sovietico ZIS-150 della Sawod imeni Stalina e prodotto fino al 1965 in 54.000 esemplari.
Nel 1958 venne prodotto il SR-131 su base Ford Y-block motore V8 di 140HP, e cabina della francese Chausson. Il primo V8 SR-131 denominato Carpati fu prodotto nel 1960, e nel 1962 venne prodotto SR-132 modello 2.5 t 4x4. Nel 1964 iniziò la produzione del Bucegi, SR-113 5t e del SR-114 4t 4×4. Motori Torpedo, Perkins, Saviem e Mercedes-Benz diesel vennero usati per le esportazioni.
Nel 1969 la società divenne Întreprinderea de Autocamioane Brașov. Le società Büssing, Mercedes-Benz, MAN AG-Saviem e Unic fecero offerte per partnership. La produzione divenne su licenza della tedesca MAN AG. Alla metà degli anni'70 anche autobus MAN Metrobusses. Da allora vennero prodotti anche veicoli sotto il nome di Diesel Auto Camion (DAC). I veicoli uscirono a marchio ROMAN: medium 135 hp (101 kW) e pesanti 215 hp (160 kW), fino a portata massima di 36t. La cabina era la MAN F7. Anche autobus vennero prodotti in otto diverse varianti.
Nel 1976, il National Institute for Thermal Engines (INMT) romeno, produsse il motore V8 360 hp (268 kW) con la austriaca AVL. Dopo il 1989 la fabbrica utilizzò motori Caterpillar diesel. Al 15 novembre 1987 la Steagul Roșu occupava 20.000 dipendenti, simbolo della politica di Nicolae Ceaușescu durante la Repubblica Socialista di Romania. Nel 1999 dei veicoli ROMAN partecipano al Rallye of Tunis arrivando al 2º e 3º posto. Dal 2002 la cabina di nuova concezione è chiamata Millennium. Nel 2005 ROMAN produce anche bus urbani e inter-city. Nel 2015 la società entra in insolvenza.

## Nuova gestione
All'inizio del 2017 viene stipulato un contratto di 12 milioni di euro per 100 veicoli da esportare a Taiwan

## Sport
La società calcistica FC Brașov usa bus ROMAN "17.360".

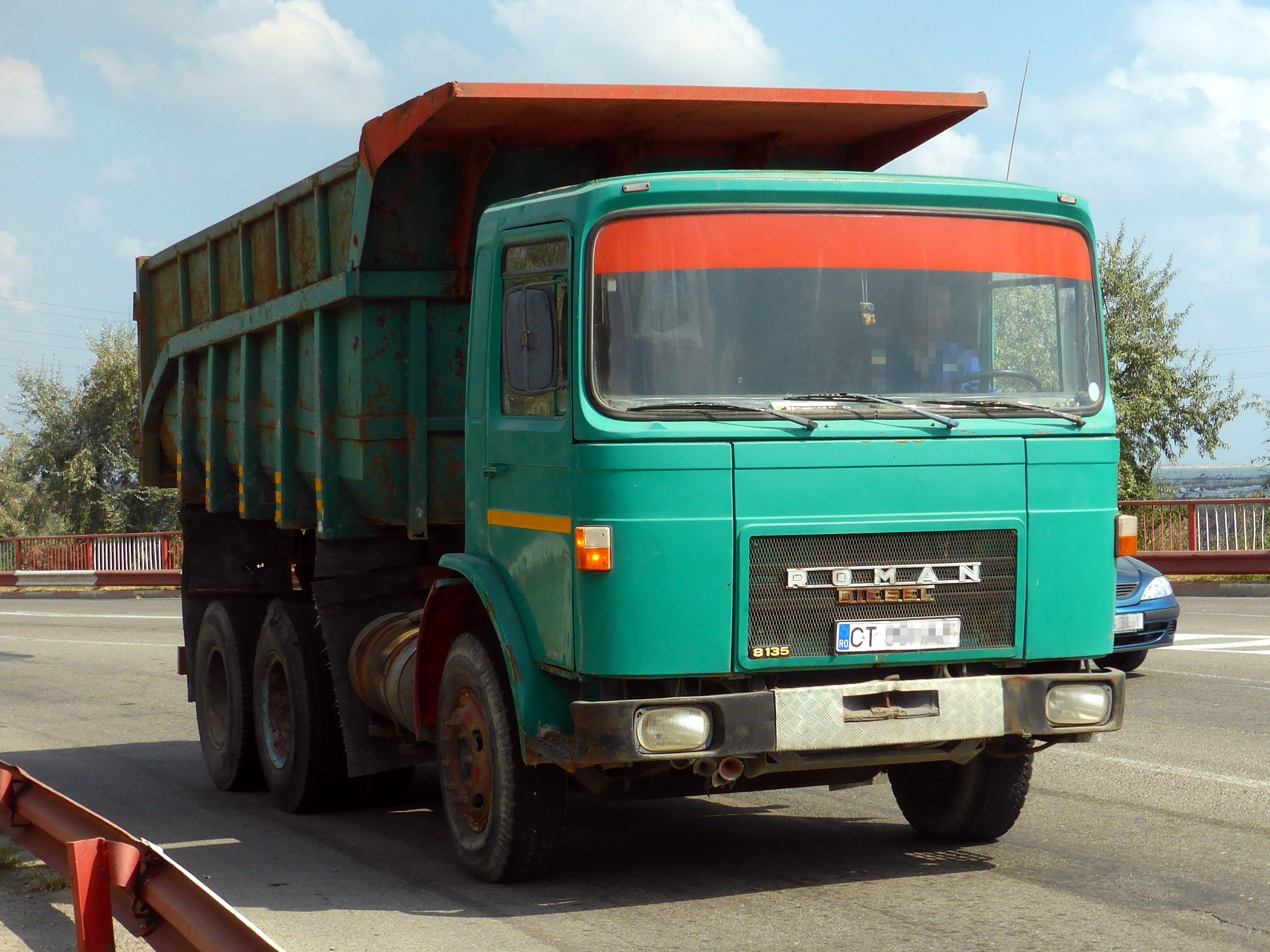
Autocarro da cantiere Roman
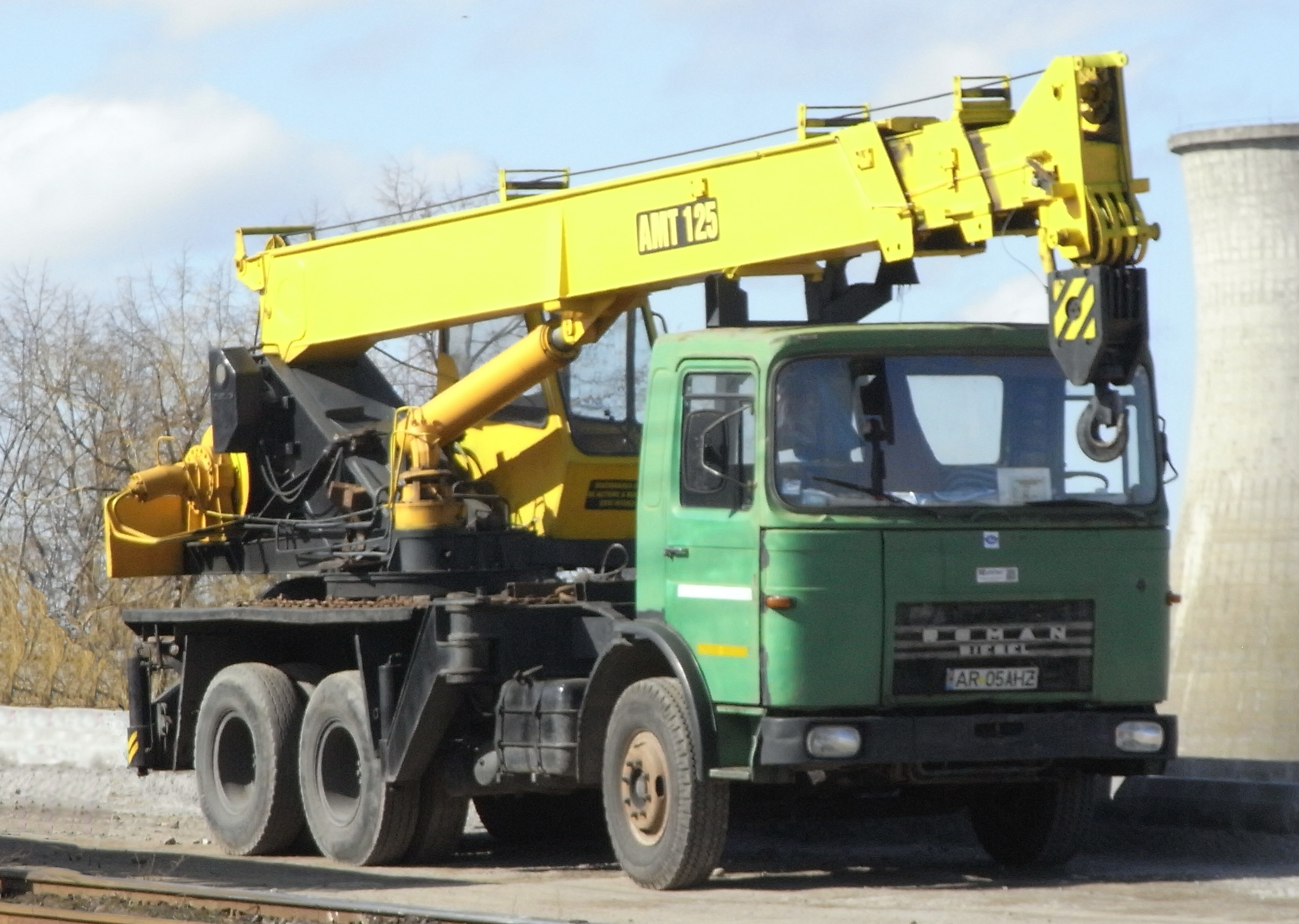
Roman 19.215 con gru
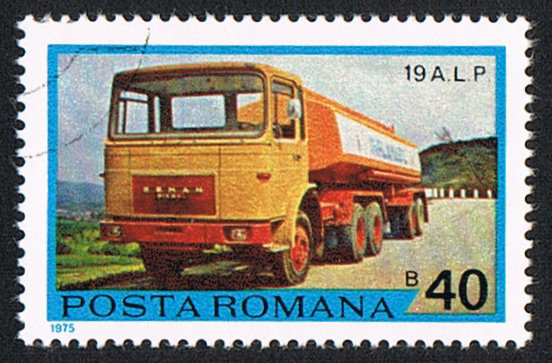
Francobollo con veicolo Roman
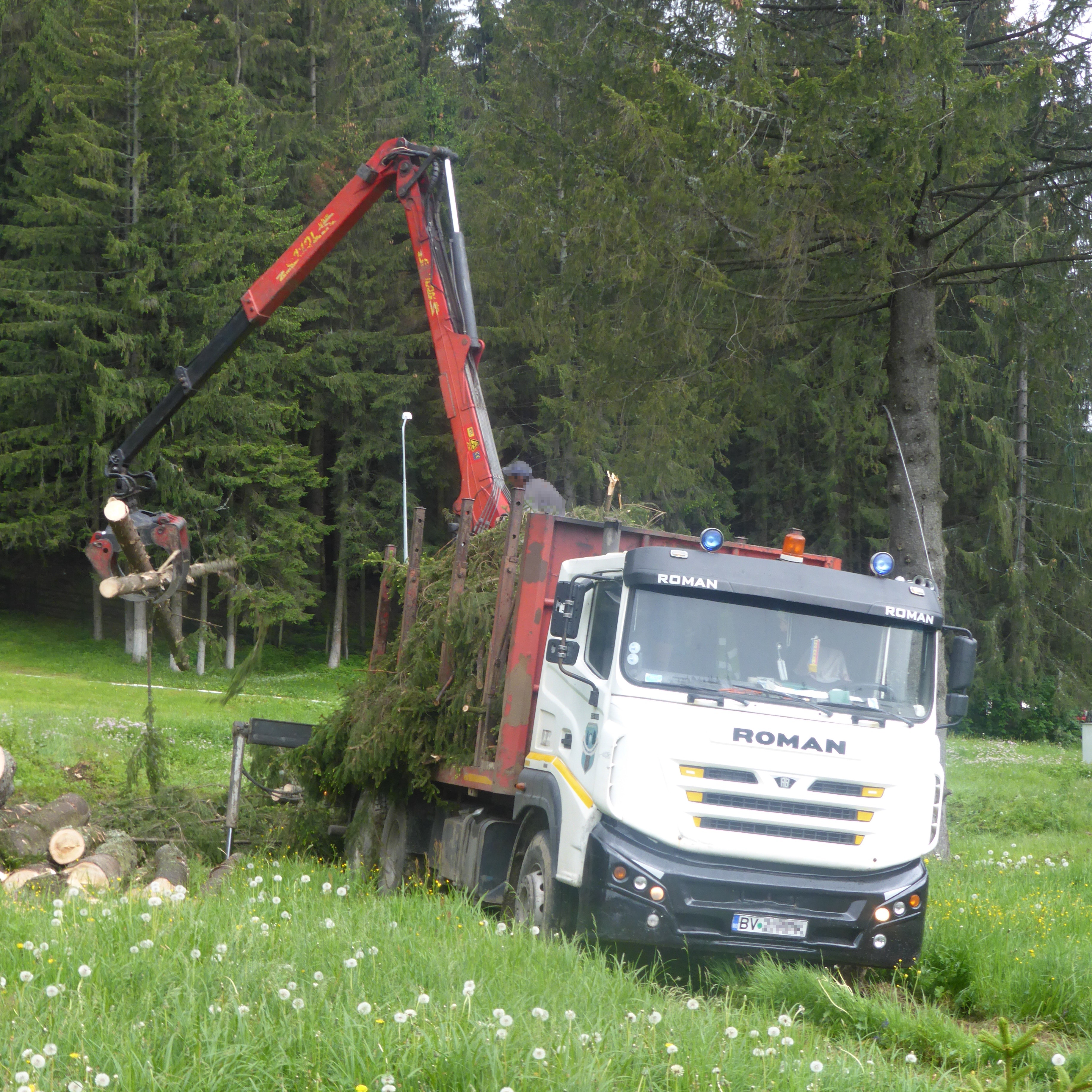
Autocarro moderno ROMAN nel 2014